# Kirche Aue (Wanfried)

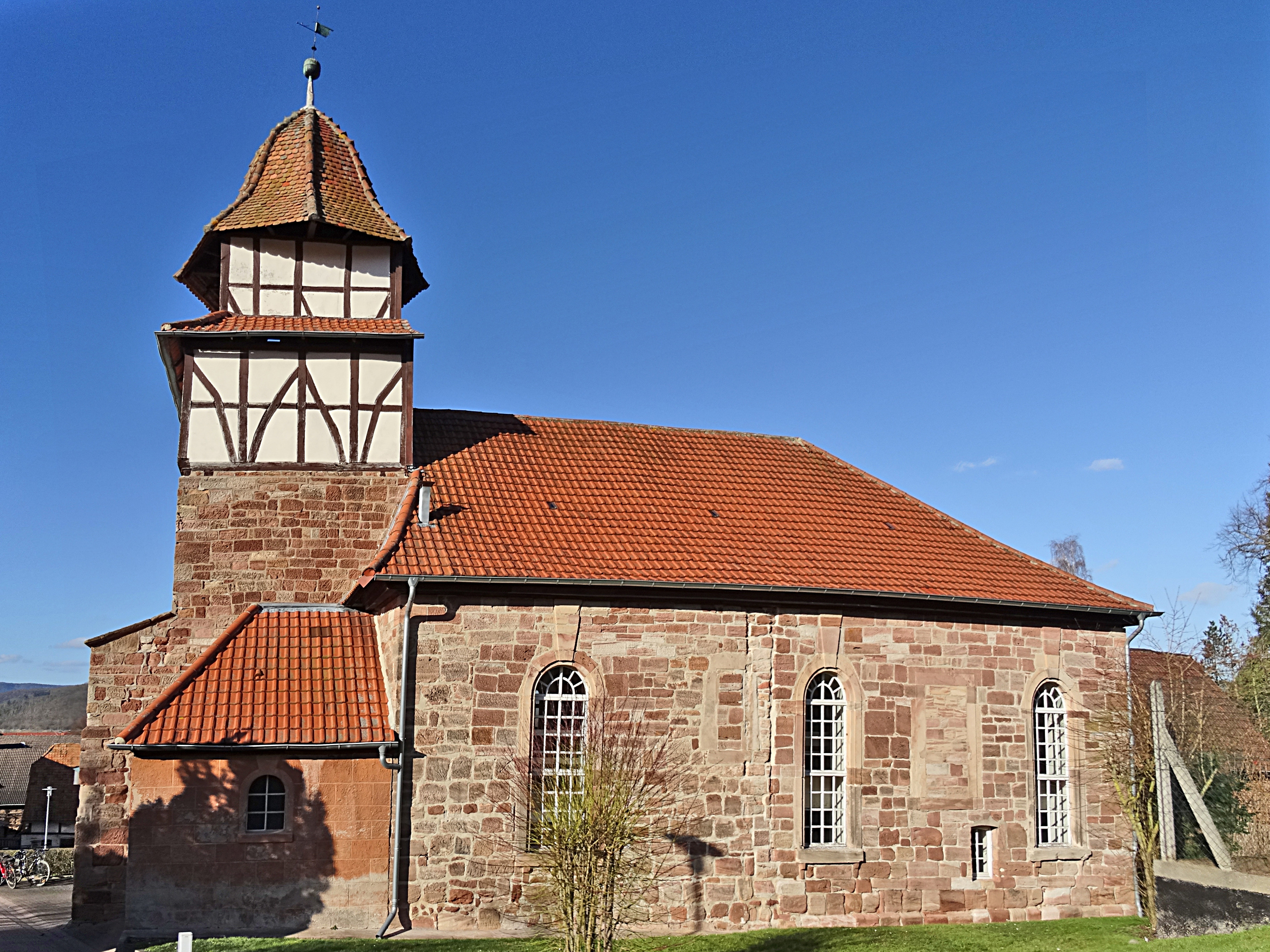
Kirche Aue (Wanfried)

Die evangelisch-unierte Kirche steht in Aue, einem Ortsteil von Wanfried im Werra-Meißner-Kreis von Hessen. Die Kirchengemeinde gehört zum Kirchenkreis Werra-Meißner im Sprengel Kassel der Evangelischen Kirche von Kurhessen-Waldeck.

## Beschreibung

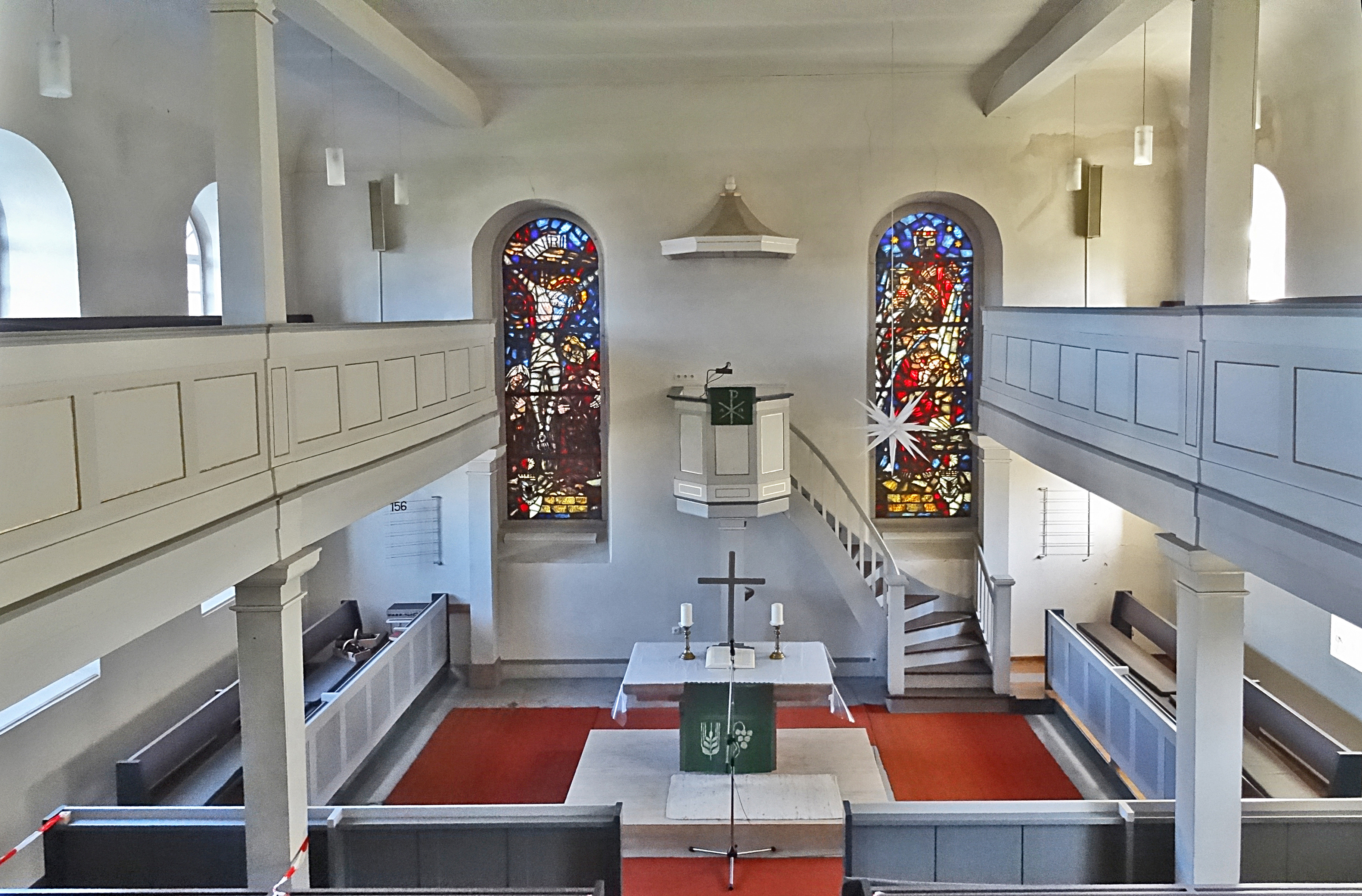
Innenansicht

Die Saalkirche stammt aus dem 12. Jahrhundert. Sie war ursprünglich dem Heiligen Clemens geweiht. Vom romanischen Baustil blieb der untere Teil des Kirchturms mit dem Portal im Westen noch erhalten. 1719 wurde der Turm durch Strebepfeiler verstärkt. Die zwei Geschosse aus Holzfachwerk und die achtseitige, glockenförmige Haube sind jünger. Das Kirchenschiff wurde 1831 abgebrochen und durch ein größeres ersetzt, das durch hohe Bogenfenster charakterisiert wird. Der Innenraum hat umlaufende Emporen, er wurde 1894 renoviert, dabei wurden die Kirchenbänke sowie die Kanzel hinter dem Altar erneuert.